# George Adams (baloncestista)
George Adams (Kings Mountain, Carolina del Norte, 15 de mayo de 1949) es un exjugador de baloncesto estadounidense que disputó tres temporadas en la ABA. Con 1,96 metros de estatura, jugaba en la posición de alero.

## Trayectoria deportiva

### Universidad
Jugó durante tres temporadas con los Runnin' Bulldogs de la Universidad de Gardner-Webb, en las que promedió 31,2 puntos y 14,4 rebotes por partido. Es el máximo anotador de la historia de su universidad, con 2.404 puntos, y también el máximo reboteador, con 1.113.

### Profesional
Fue elegido en la cuadragésimo sexta posición del Draft de la NBA de 1972 por Milwaukee Bucks, y también por los Indiana Pacers en el draft de la ABA, pero tras firmar con los Bucks fue despedido, fichando entonces como agente libre por los San Diego Conquistadors.
En los Q's jugó tres temporadas, haciéndolo como suplente de Stew Johnson. La mejor de todas fue la última, la 1974-75, en la que promedió 9,3 puntos y 4,4 rebotes por partido.

## Estadísticas de su carrera en la ABA

### Temporada regular
| Temporada | Edad | Equipo                  | Liga | Pos. | P   | TIT | MIN  | TC  | TCA | %TC  | 3P  | 3PA | %3P  | 2P  | 2PA | %2P  | TL  | TLA | %TL  | R.OF. | R.DEF. | REB | ASIS | ROB | TAP | PER | FP  | PTS |
| 1972-73   | 23   | San Diego Conquistadors | ABA  | SF   | 60  |     | 14.4 | 2.6 | 5.2 | .490 | 0.0 | 0.1 | .286 | 2.5 | 5.1 | .495 | 1.1 | 1.4 | .783 | 1.3   | 2.2    | 3.4 | 1.1  |     |     | 1.1 | 1.6 | 6.2 |
| 1973-74   | 24   | San Diego Conquistadors | ABA  | SF   | 80  |     | 17.9 | 3.2 | 6.3 | .500 | 0.0 | 0.1 | .143 | 3.2 | 6.2 | .505 | 1.0 | 1.3 | .757 | 1.6   | 2.7    | 4.3 | 1.6  | 0.6 | 0.3 | 1.5 | 1.4 | 7.3 |
| 1974-75   | 25   | San Diego Conquistadors | ABA  | SF   | 75  |     | 21.4 | 4.1 | 8.3 | .498 | 0.0 | 0.0 | .333 | 4.1 | 8.3 | .499 | 1.0 | 1.1 | .849 | 1.5   | 2.8    | 4.4 | 1.7  | 0.6 | 0.5 | 1.4 | 2.2 | 9.3 |
| Total     |      |                         | ABA  |      | 215 |     | 18.2 | 3.3 | 6.7 | .497 | 0.0 | 0.1 | .235 | 3.3 | 6.6 | .500 | 1.0 | 1.3 | .794 | 1.5   | 2.6    | 4.1 | 1.5  | 0.6 | 0.4 | 1.4 | 1.7 | 7.7 |

### Playoffs
| Temporada | Edad | Equipo                  | Liga | Pos. | P | TIT | MIN  | TC  | TCA | %TC  | 3P  | 3PA | %3P  | 2P  | 2PA | %2P  | TL  | TLA | %TL  | R.OF. | R.DEF. | REB | ASIS | ROB | TAP | PER | FP  | PTS  |
| 1972-73   | 23   | San Diego Conquistadors | ABA  | SF   | 3 |     | 7.7  | 1.3 | 2.7 | .500 | 0.0 | 0.0 |      | 1.3 | 2.7 | .500 | 0.0 | 0.0 |      | 1.0   | 1.0    | 2.0 | 1.0  |     |     | 0.7 | 0.3 | 2.7  |
| 1973-74   | 24   | San Diego Conquistadors | ABA  | SF   | 6 |     | 26.8 | 5.0 | 9.7 | .517 | 0.0 | 0.2 | .000 | 5.0 | 9.5 | .526 | 2.0 | 2.7 | .750 | 2.2   | 2.5    | 4.7 | 2.0  | 0.7 | 0.7 | 2.3 | 2.2 | 12.0 |
| Total     |      |                         | ABA  |      | 9 |     | 20.4 | 3.8 | 7.3 | .515 | 0.0 | 0.1 | .000 | 3.8 | 7.2 | .523 | 1.3 | 1.8 | .750 | 1.8   | 2.0    | 3.8 | 1.7  | 0.7 | 0.7 | 1.8 | 1.6 | 8.9  |